# ميخائيل ويلسون (موسيقي)
ميخائيل ويلسون (بالإنجليزية: Michael Wilson)‏ هو موسيقي جامايكي، ولد في 30 أكتوبر 1952 في أبرشية بورتلاند ‏ في جامايكا.